# Die Rettungsflieger
Die Rettungsflieger är en tysk medicinsk tv-serie som sänds av ZDF.
Den här serien innehåller ett team av räddare från den tyska armén som evakuerar skadade med helikopter till staden Hamburg och de omgivande samhällena. 
SAR 71:s besättning består av en pilot, en biträdande pilot, en läkare och en sjuksköterska.  